# Julia Crouch (Diplomatin)
Julia Crouch MBE (geb. vor 1975) ist eine britische Rechtsanwältin und Diplomatin. Sie ist seit 2023 Gouverneurin des zum Vereinigten Königreich gehörigen Überseegebiets Anguilla, das zu den Kleinen Antillen in der Karibik zählt.

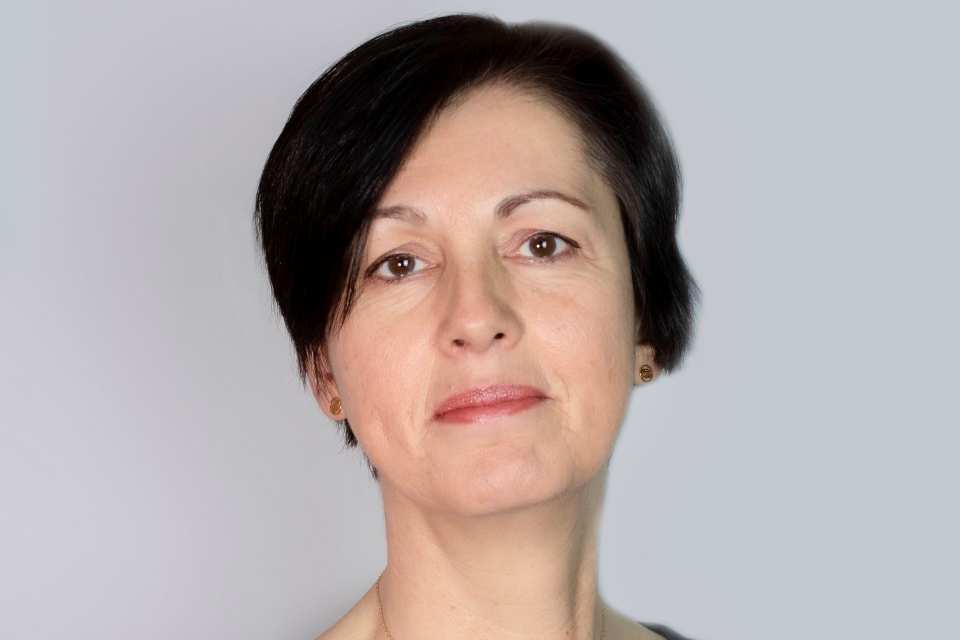
Julia Crouch (2022)

## Biographie
Julia Crouch studierte Rechtswissenschaften. 1992 erhielt sie die Zulassung als Rechtsanwältin in England und Wales, sie arbeitete anschließend als Anwältin im Bereich Prozesskostenhilfe und ehrenamtlich.
2005 wechselte sie ins britische Finanzministerium in die  Abteilung für Rechtsanwälte, 2007 wurde sie leitende beratende Anwältin sowie Gesundheits- und Sicherheitsbeauftragte. 2011 wurde sie Leiterin des Offender Management Teams im Justizministerium, 2016 Leiterin des Teams für öffentliches Recht und Verfassung im Büro des Generalstaatsanwalts.

Dienstflagge des Gouverneur von Anguilla

2018 übernahm sie im britischen Außenministerium (FCO) die Leitung der Abteilung für internationale Abkommen. 2020 war sie kurzfristig stellvertretende Direktorin des FCO, zuständig für Information und Analyse und Coronavirus-Taskforce, bevor sie im Juli 2020 stellvertretende Missionsleiterin in Moskau wurde und 2022 dort die Zuständigkeit für Wirtschaft und globale Fragen übernahm.
Im Mai 2023 wurde sie als Nachfolgerin von Dileeni Daniel-Selvaratnam zur Gouverneurin der britischen Karibikinselgruppe Anguilla ernannt. Im Oktober wurde sie vereidigt. Als Gouverneurin vertritt sie in diesem britischen Überseegebiet das Staatsoberhaupt König Charles III., die faktische Regierungsarbeit wird durch den gewählten Ministerpräsidenten, seit 2020 Ellis Webster, geleistet.

## Auszeichnungen
- Order of the British Empire[1]